# Meta Isæus-Berlin
Eva Margareta (Meta) Isæus-Berlin, folkbokförd Isaeus Berlin, född 25 april 1963 i Stockholm, är en svensk målare och installationskonstnär. Hon är dotter till konstnären Olof Isæus och mor till konstnären Dina Isæus-Berlin.

## Biografi
Meta Isæus-Berlin utbildade sig på Konstskolan i Stockholm 1980–1981, på Pernbys målarskola i Stockholm 1981–1983, på Handarbetets Vänner 1984, på Konstfack 1984–1986 och på Kungliga Konsthögskolan i Stockholm 1986–1993. Hon hade sin första separatutställning på Galleri Mejan i Stockholm 1993.  
Isæus-Berlin representerade Sverige på flera internationella biennaler under 90-talet med sina installationer. Under 00-talet började hon även att visa måleri. Isæus-Berlin har ställt ut i bland annat USA, Sydafrika, Australien och runt om i Europa. 
Meta Isæus-Berlin har undervisat vid Kungliga Konsthögskolan (gästprofessur 2003), Konstfack (konstnärlig ledare textilen 1997–1998) och Pernbys målarskola. Priser hon mottagit är bland annat 2004 års konststipendium av Sven-Harrys Konststiftelse och Gerard Bonniers stora konststipendium 1993. 
Isæus-Berlin finns representerad i bland annat Moderna museet, Skissernas museum, Magasin 3 och Kiasmas samlingar. Åren 2002–2008 var hon medlem av Moderna museets styrelse.

## Utställningar

### Separatutställningar i urval
- 2019, Nattlogik, Prins Eugens Waldemarsudde[3]
- 2017, Double Gaze, L&B Contemporary Art, Barcelona
- 2016, Mörkersyn, Bror Hjorts Hus, Uppsala
- 2015, Undervegetationen gör sig påmind, Galleri Andersson/Sandström, Stockholm
- 2013, Sand Castle for Grown Up, Mare gallery, Chania, Kreta
- 2013, There is no Time in the Dream, Galleri Andersson/Sandström, Umeå
- 2012, Smygkuvning, Thielska galleriet, Stockholm
- 2012, Upp Till Ytan - Retrospektivt, Bohusläns museum, Uddevalla och Passagen, Linköping
- 2011, Lockrop och dess efterskalv, Olle Nymans ateljé, Saltsjö-Duvnäs
- 2011, Moon Dreams, Baukunst Galerie, Cologne
- 2010, Reminiscenses, Galleri Andersson/Sandström, Stockholm
- 2010, Lumière du Nord, Galerie Sophie Scheidecker, Paris
- 2009, Inside Out, Outside In, Baukunst Galerie, Cologne
- 2008, Imprinting and Filtering,  Andréhn-Schiptjenko, Stockholm
- 2006, Fickla Vrårna, Liljevalchs konsthall, Stockholm
- 2004, På Glid, Jönköpings Länsmuseum, Jönköping
- 2003, Två Parallella Nu, Olle Olsson-huset Hagalund, Solna
- 2001, Ett Vattenhem,”Bo-01 City of Tomorrow”, European Housing Expo, Malmö,
- 2001,Vad jag minns att jag minns, SAK Sveriges allmänna konstförening, Stockholm
- 1996, Nothing in Exchange, Andréhn-Schiptjenko, Stockholm,

### Grupputställningar i urval
- 2016, Women don’t paint very well, Hangmen Projects, Stockholm
- 2015, Avesta Art 2015, Verket, Avesta
- 2014, I ♥ IT! WHAT IS IT?, Galleri 5, Kulturhuset, Stockholm
- 2014, Borås International Sculpture Biennial 2014, Borås
- 2012, Ett riktigt hem – En replik på en replik, Sven-Harrys konstmuseum
- 2011, 7 stipendiater, Sven-Harrys konstmuseum, Stockholm,
- 2010, It’s a Set-up, Kiasma Helsingfors, Finland
- 2009, Cœur de femme, Galerie Sophie Scheidecker, Paris
- 2006, Drömdiken, Skissernas museum, Lund
- 2003, EUROPE EXISTS, Macedonian Museum of Contemporary Art, Thessaloniki
- 2002, Skönhetens Metamorfoser, Dukers Kulturhus, Helsingborg
- 2002, Home Again. Works by Contemporary Swedish Artists, Arken Museum för Moderne Kunst, Ishøj,
- 1999, Signs of Life, Melbourne International Biennial 1999, Melbourne, Australia
- 1998, Skandia Via, Kunstraum, Düsseldorf, Germany
- 1998, Kiasma Collection, Kiasma Museum of Contemporary Art, Helsinki
- 1998, [UME:SE], Umedalen Skulptur, Umeå
- 1997, On Life, Beauty, Translations and Other Difficulties, 5th International Istanbul Biennial, Istanbul
- 1997, Deposition – Contemporary Swedish Art In Venice, Biennale di Venezia, Venice, Italy
- 1996, See What It Feels Like, Rooseum, Malmö, Sweden
- 1996, S H E L T E R Wolfslaar, Breda, Holland
- 1996, På : Tiden, Moderna Museet, Sweden
- 1995, Africus: Black Looks White Myths, Johannesburg Biennale, Johannesburg, South Africa
- 1993, Spegling – Nyförvärv från 90-talet,  Moderna Museet, Stockholm,